# Agrisius griseilinea
Agrisius griseilinea är en fjärilsart som beskrevs av De Joan 1930. Agrisius griseilinea ingår i släktet Agrisius och familjen björnspinnare. Inga underarter finns listade i Catalogue of Life.